# Radeanske Zahirea, Tlumaci
Radeanske Zahirea (în ucraineană Радянське Загір`я) este un sat în comuna Bratîșiv din raionul Tlumaci, regiunea Ivano-Frankivsk, Ucraina.

## Demografie
Componența lingvistică a localității Radeanske Zahirea
     Ucraineană (100%)
Conform recensământului din 2001, toată populația localității Radeanske Zahirea era vorbitoare de ucraineană (100%).